# Всеобщие выборы на Кубе (1944)
Всеобщие выборы на Кубе проходили 1 июня 1944 года. В президетнтских выборах победу одержал Рамон Грау Сан-Мартин от альянса партии «Аутентико» и Республиканской партии. На парламентских выборах крупнейшей фракцией Палаты представителей осталась «Аутентико» с 19 из 70 мест.

## Результаты

### Президентские выборы
| Кандидат                            | партия                             | Голосов   | %     |
| ----------------------------------- | ---------------------------------- | --------- | ----- |
| Рамон Грау Сан-Мартин               | «Аутентико»                        | 1 041 822 | 55,39 |
| Карлос Саладригас-и-Сайяс           | Народная социалистическая партия   | 839 220   | 44,61 |
| Недействительных/пустых бюллетеней  | Недействительных/пустых бюллетеней |           | -     |
| Всего                               | Всего                              |           | 100   |
| Зарегистрированных избирателей/Явка |                                    |           |       |
| Источник: Nohlen                    |                                    |           |       |

### Выборы в Сенат
| Партия                                                              | Голосов | % | Мест | +/-   |
| ------------------------------------------------------------------- | ------- | - | ---- | ----- |
| Альянс «Аутентико» и Республиканской партии                         |         |   | 24   | новая |
| Коалиция Народная социалистическая партия/Кубинскай народная партия |         |   | 30   | новая |
| Недействительных/пустых бюллетеней                                  |         | - | -    | -     |
| Всего                                                               |         |   | 54   | +18   |
| Источник: Nohlen                                                    |         |   |      |       |

### Выборы в Палату представителей
| Партия                             | Голосов | % | Мест | +/-   |
| ---------------------------------- | ------- | - | ---- | ----- |
| Партия «Аутентико»                 |         |   | 19   | +9    |
| Либеральная партия                 |         |   | 18   | -3    |
| Демократическая партия             |         |   | 17   | -4    |
| Республиканская партия             |         |   | 8    | новая |
| Кубинскай народная партия          |         |   | 4    | новая |
| ABC                                |         |   | 4    | +2    |
| Прочие                             |         |   | 6    | -     |
| Недействительных/пустых бюллетеней |         | - | -    | -     |
| Всего                              |         |   | 70   | +13   |
| Источник: Nohlen                   |         |   |      |       |